# (10182) Junkobiwaki
(10182) Junkobiwaki est un astéroïde de la ceinture principale.

## Description
(10182) Junkobiwaki est un astéroïde de la ceinture principale. Il fut découvert le 20 mars 1996 à Kitami par Kin Endate et Kazuro Watanabe. Il présente une orbite caractérisée par un demi-grand axe de 2,32 UA, une excentricité de 0,14 et une inclinaison de 7,3° par rapport à l'écliptique.

## Compléments